# 彭村乡
彭村乡，是中华人民共和国河北省廊坊市固安县下辖的一个乡镇级行政单位。

## 行政区划
彭村乡下辖以下地区：
彭村东村、彭村中村、彭村西村、后营村、前石村、后石村、贝子坟村、方城一村、方城二村、方城三村、马坊村、达子营村、石各庄村、北荆垡村、李外河村、路外河村、滑外河村、戈外河村、肖外河村、齐家务村、白家村、张村、南荆垡村、荆垡营东村、荆垡营西村、袁庄村、小辛庄村和周场村。